# 東光寺 (田辺市)
東光寺（とうこうじ）は和歌山県田辺市の湯の峰温泉にある天台宗の寺院。山号は薬王山。
伝承によれば、湯の峰温泉の源泉の周囲に湯の花が自然に積って薬師如来の形となったものを裸形上人が見出し、本尊（湯峯薬師）として創建したという。古くは本尊の胸から温泉が噴出していたため、湯の胸温泉と呼ばれていたものが転訛して現在の湯の峰温泉の名になったとされている。

## 歴史
寺伝によれば、天仁元年（1108年）、鳥羽天皇の勅願により与えられた寺領に二重塔（多宝塔）を建立したのが開創であるとし、熊野信仰の隆盛とともに諸堂塔や仏像が造立されたという。また、『西国三十三所名所図会』が伝えるところによれば、後鳥羽院の時代に役行者の開創とも伝える が、明確な開創年代は未詳である。
院政期の熊野参詣記を見ると、藤原宗忠の『中右記』天仁2年（1109年）11月1日条に湯の峰温泉で「湯屋浴之」との記述があり、万病を除く名湯と賞賛されているが、湯屋以外に関する記述は見られない。大治3年（1128年）に調整され、天文4年（1535年）書写された熊野本宮大社伝の古文書には、平安時代後期に薬師如来を本尊とする堂塔が存在したことを推測させる記述があり、仁和寺蔵の『熊野縁起』（正中3年〈1326年〉）には境内に湯ノ峯王子が祀られたとあるほか、鎌倉時代の熊野曼荼羅図には、湯峯金剛童子が薬師堂に隣接して描かれている。こうしたことから、湯の峰温泉での湯垢離による潔斎が重視されるにつれ、王子の別当寺として機能するようになっていったものと見られている。永徳2年（1382年）5月26日の『総検校頼舜等衆議下知状』（『紀伊続風土記』所収）には湯峯観音堂の灯明料に関する記述があり、境内の観音堂への言及が見られる。中世には温泉とともに時宗の念仏聖が管理していたと見られ、時宗の勧進唱導の説経節として知られる『小栗判官』には、照手姫がハンセン氏病に苦しむ小栗を湯の峰温泉に運んで病を癒したとあり、それにちなむ車塚がある。また、寺地の北の県道沿いには一遍上人爪書名号と伝えられる磨崖名号碑（正平20年銘） があり、念仏聖の事跡として知られる。
天正18年（1590年）には豊臣秀吉の造修があり、片桐且元を奉行として薬師堂・多宝塔が修繕された。江戸時代には真言宗古義派に属する無本寺として、本宮社家の支配下におかれ（『紀伊続風土記』）、元和年間には、新宮水野氏領のうち、5石が寺領とされていた。この時期の境内の様子がいくつかの古文書に伝えられており、『本社及摂末社其外諸建物目録』（寛永10年〈1632年〉）には、3間四方の薬師堂以下、王子、湯屋、瑞籬、多宝塔、6間5間の東光寺、門といった建物が記され、熊野那智大社所蔵の『熊野三山図』および『熊野三山絵図添目録扣』には同様の建物が記され、薬師堂、王寺社、多宝塔、上湯屋について造替対象であると記されている。鎌倉時代末以降に定着した、湯の峰温泉において湯垢離による潔斎の後、本宮大社に参詣するという儀礼 は、近世においても続き、諸士や本宮社家の使う湯槽とは別に一般参詣者向けの湯槽が設けられ、にぎわいを見せた 様子が『紀伊国名所図会』熊野篇に描かれている。
明治以降、廃仏毀釈こそ免れたものの、寺領を失い、当時の住職が還俗して本宮の神官となったことで無住無檀となり、明治5年（1872年）に廃寺となったが、1879年（明治12年）、村民の願出により那智山青岸渡寺末の天台宗寺院として再興された。1903年（明治36年）5月に、湯の峰温泉一帯が火災に見舞われた際に寺堂も焼失したものの、本尊は焼失をまぬがれ、その他の仏像・宝物等も避難に成功したため、信徒有志の寄附により1931年（昭和6年）に薬師堂が本堂として再建された。

## 文化財

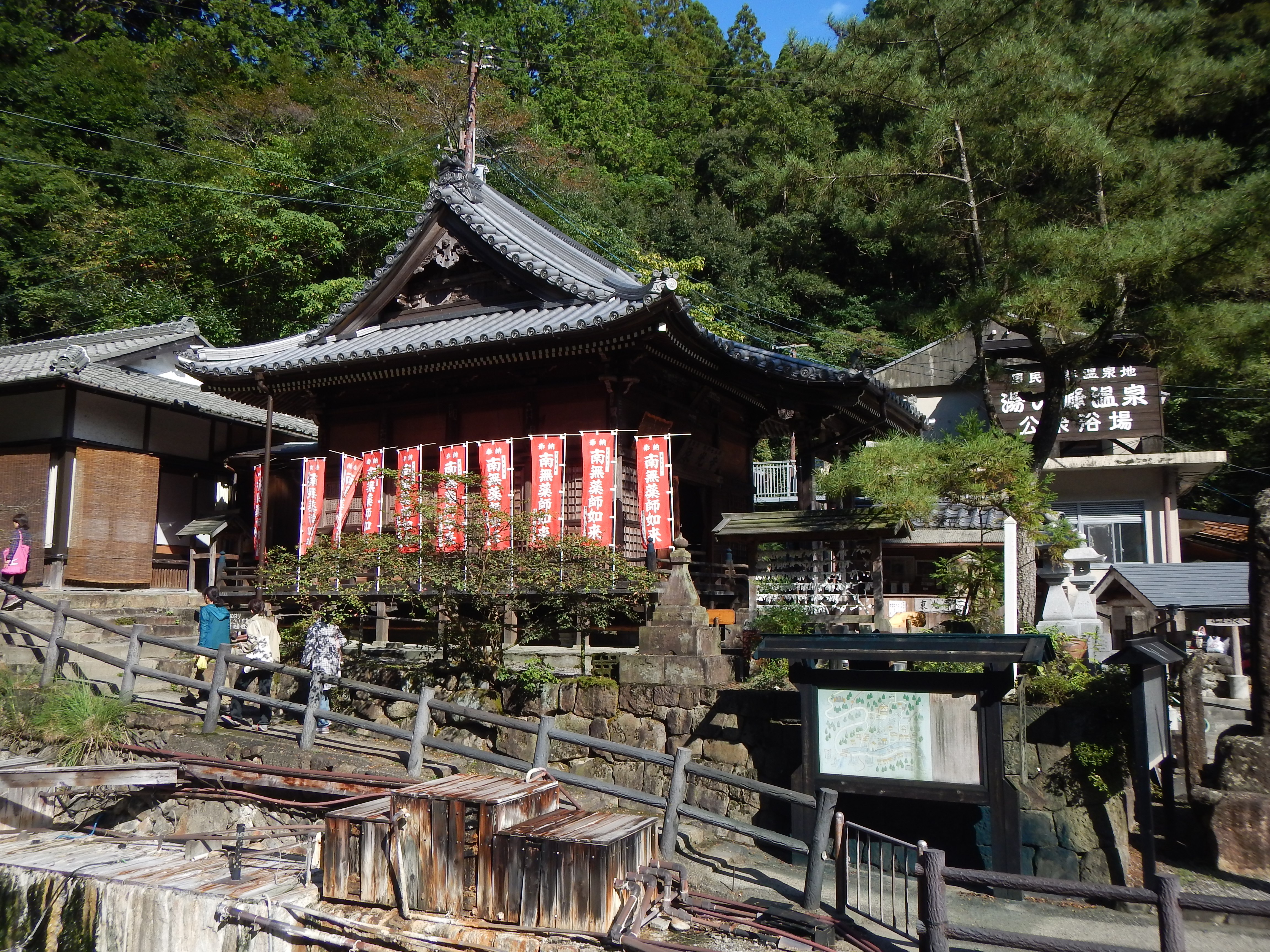
川越しに見た東光寺

### 県指定有形文化財
- 日光月光菩薩扉絵 - 県指定有形文化財（美術工芸・絵画）。1967年（昭和42年）4月14日指定[10]。東光寺本堂（薬師堂）は、その性質上、移動させることの出来ない本尊の覆屋となっており、その内部に設けられた厨子も本尊を囲むように構築されている。日光月光菩薩扉絵は、焼失以前の旧厨子のものと伝えられている。画風は近世仏画に通じる特徴があり、室町時代末期（16世紀末）頃と考えられている。なお、日輪中には熊野にちなんでか、三本足の烏（八咫烏）が象られている[11]。

### その他の文化財
- 薬師如来坐像 - 全高234.8 cm。 温泉成分（湯の花）が沈着したものが自然に薬師如来坐像の形状を呈するようになったもので、東光寺の本尊である。胸に小さな開口部があって、胎内に続いて いると見られ、かつては開口部から温泉が湧出していたとされる。
- 木造日光月光菩薩立像（2躯）および木造十二神将立像（12躯） - 江戸時代の作。寺伝によれば、当地を訪れた弘法大師が造立したものとされるが、寄木造・玉眼といった技法が使われていることから、江戸中期頃の作風を示している。付属する光背、台座、像頭部などに欠損・修復の形跡が見られる[12]。
- 木造釈迦三尊像 - 江戸時代（慶長17年〈1612年〉）。釈迦如来（像高43.2cm）、文殊菩薩（同25.2cm）、普賢菩薩（同25.1cm）の3躯で、釈迦如来の蓮華座上面の墨書から、3躯が一具で造立されたこと、およびその年代が判明しており、多宝塔の本尊として安置されていた[13]。
- 木造観音菩薩立像 - 平安時代（12世紀）。像高101.2cm。古文書中に見られる観音堂の本尊と見られる。作成技法から本体は平安時代の作と推定され、寺伝の文書「薬王山東光寺由緒并沿革」の沿革と符合する。ただし、銅製の宝冠・垂飾・天衣・両足先・光背・蓮華座は全て江戸時代の作である[14]。
- 木造毘沙門天立像 - 平安時代（12世紀）。像高98.8cm。
- 木造不動三尊像（3躯） - 江戸時代。不動明王像（像高78.0cm）、矜羯羅童子（同49.3cm）、制多迦童子（同49.8cm）。
- 木造地蔵菩薩立像 - 江戸時代。像高98.8cm。
- 紺紙金銀字法華経 - 平安時代。
- 紙本墨書法華経（7巻） - 江戸時代。
- 鋳銅製魚々子文円鏡 - 江戸時代（寛文11年〈1671年〉）。
- 鋳銅製擬宝珠（6点） - 室町時代（文禄5年〈1596年〉）。東光寺門前に架けられていた旧橋の欄干の擬宝珠で、大4点と小2点が伝わる。河床から立ち昇ってくる温泉の湯気にさらされ続けたため、錆化が著しく進行している。大4点の側面には陰刻銘があり、寄進年のほか、寄進者の名として伊勢国一志郡多気の住人2名の名が記されている[15]。
- 棟札 - 2面。江戸時代（享保15年〈1730年〉）。

## 近隣情報
- 湯の峰温泉
- 不動滝 - 東光寺の上、湯の峰王子の社地の奥にある滝。伝承によれば裸形上人の苦行の場であるという。滝の左岸には金毘羅の小祠がある。
- 湯の峰王子
- 玄峰塔 - 山本玄峰にちなんだ石碑

## 交通機関
- 紀勢本線新宮駅より熊野交通バスで約60分
- 紀勢本線紀伊田辺駅より龍神バスで約90分
- 近鉄大和八木駅より、奈良交通の新宮駅ゆき特急バス、近鉄高田市駅、近鉄御所駅、JR和歌山線五条駅を経由、約5時間20分

いずれも「湯の峰温泉」バス停にて下車

## 注
1. 1 2 3  本宮町史編さん委員会[2002: 132]
2. 1 2 3 4  「角川日本地名大辞典」編纂委員会[1983: 696]
3. 1 2 3 4 5 6  平凡社[1997: 578]
4. 1 2 3  本宮町史編さん委員会[2002: 133]
5. ↑  「角川日本地名大辞典」編纂委員会[1983: 696-697]
6. ↑  県指定史跡「磨崖名号碑」（1967年〈昭和42年〉4月14日指定）。“田辺市の指定文化財　－記念物－”.   田辺市教育委員会. 2010年5月29日閲覧。
7. 1 2 3  「角川日本地名大辞典」編纂委員会[1983: 697]
8. 1 2  本宮町史編さん委員会[2002: 134]
9. ↑  平凡社[1997: 794]
10. ↑  “田辺市の指定文化財一覧 -有形文化財-”.   田辺市教育委員会. 2010年5月29日閲覧。
11. ↑  以上、本宮町史編さん委員会[2002: 135]
12. ↑  以上、本宮町史編さん委員会[2002: 136]
13. ↑  以上、本宮町史編さん委員会[2002: 136-137]
14. ↑  以上、本宮町史編さん委員会[2002: 137]
15. ↑  以上、本宮町史編さん委員会[2002: 141]

## 文献
- 「角川日本地名大辞典」編纂委員会編、1985、『和歌山県』、角川書店（角川日本地名大辞典30） ISBN 4-04-001300-X
- 平凡社編、1997、『大和・紀伊』、平凡社（寺院神社大事典） ISBN 4582134025
- 本宮町史編さん委員会編、2002、『本宮町史 文化財編・古代中世史料編』、本宮町